# Batalla de Dublín
La batalla de Dublín, que es va lliurar del 28 de juny al 5 de juliol del 1922, va marcar l'inici de la guerra civil irlandesa (1922-1923). Va començar arran de l'atac del govern provisional de l'Estat Lliure d'Irlanda a l'edifici de Four Courts, on s'havien fet forts els membres de l'IRA contraris al tractat anglo-irlandès i partidaris d'oposar-s'hi d'una manera més contundent. Després d'una setmana de lluita pels carrers de Dublín, els republicans va ser derrotats i el govern provisional va aconseguir pacificar la capital irlandesa.

## L'assalt a Four Courts
El 14 d'abril del 1922, uns dos-cents militants de l'IRA contraris al tractat anglo-irlandès, liderats per Rory O'Connor, van ocupar l'edifici de Four Courts a Dublín amb la intenció de provocar una nova confrontació amb el Regne Unit i d'anul·lar el tractat anglo-irlandès; esperaven que aquest nou conflicte uniria les dues faccions de l'IRA contra el seu enemic comú i al voltant de l'objectiu compartit de la República Irlandesa. Per als partidaris de l'Estat Lliure, però, aquest atac va ser un acte de rebel·lió que havia de ser sufocat per ells mateixos, i no pas pels britànics. Després d'uns dies de calma tensa, i arran de l'assassinat de Sir Henry Wilson a Londres, el 22 de juny del 1922, el govern provisional irlandès va rebre pressions del Regne Unit perquè actués contra les tropes de Four Courts, i quan J. J. O'Connell, general de l'exèrcit de l'Estat Lliure, va ser detingut pels militants de l'IRA atrinxerats a l'edifici dels jutjats el govern provisional va decidir actuar.
Winston Churchill va oferir ajut militar a l'exèrcit irlandès en forma de peces d'artilleria i dos-cents obusos, i Michael Collins va acceptar. L'exèrcit irlandès va instal·lar dos canons de campanya 18 Pounder a la confluència de Parliament Street i Winetavern Street, a l'altra banda del riu Liffey i just davant de Four Courts, i després d'un darrer ultimàtum el 28 de juny van començar el bombardeig.

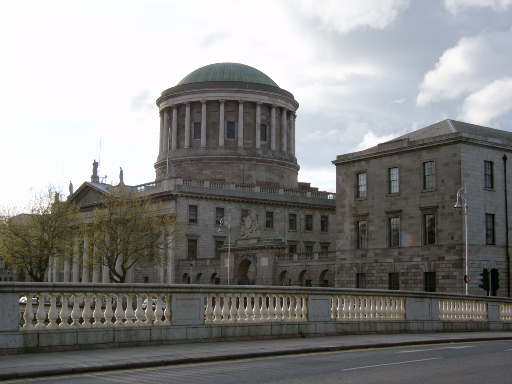
Vista de l'ala est de Four Courts.

Dins l'edifici hi havia dotze membres de l'executiva de l'IRA, inclòs el cap de l'estat major, Joe McKelvey; el director d'enginyers, Rory O'Connor, i el general de divisió Liam Mellows. La guarnició estava formada per uns cent vuitanta homes del primer i el segon batallons de la Primera Brigada de Dublín de l'IRA; la dirigia el comandant Paddy O'Brien, i anava equipada principalment amb armes curtes i armes lleugeres (rifles, cinc subfusells Thompson i dues metralladores lleugeres Lewis), a més d'un cotxe blindat que van poder capturar, i que van batejar amb el nom de L'Amotinat. Els membres de l'executiva de l'IRA eren els líders polítics de la guarnició, però tot i així servien com a soldats rasos a les ordres d'Ernie O'Malley, comandant de la Segona Divisió del Sud de l'Exèrcit Republicà Irlandès. Els revoltats es van fortificar a l'edifici dels jutjats, plantant mines al voltant de Four Courts i muntant barricades a les portes i finestres, però tenien ordres de no disparar primer per aconseguir si més no una victòria moral, de manera que les tropes de l'Estat Lliure els van poder encerclar completament.
Els bombardejos del primer dia van ser completament infructuosos. Els britànics van donar dos 18 Pounder més a les tropes de l'Estat Lliure, els van oferir seixanta obusos i fins i tot la possibilitat de bombardejar Four Courts des de l'aire. Collins va refusar les dues últimes ofertes, perquè comportaven el risc de provocar importants baixes civils. El 29 de juny les tropes de l'Estat Lliure van assaltar l'ala est de Four Wings, en una acció que els va fer perdre tres homes i en va deixar divuit de ferits, però que els va permetre fer trenta-tres presoners. L'endemà, a primera hora, Paddy O'Brien va caure ferit per un tros de metralla i Ernie O'Malley li va prendre el relleu com a cap militar dels revoltats. El bombardeig havia aconseguit crear un incendi a Four Courts i Oscar Trainor, líder dublinès de la secció de l'IRA que s'oposava al tractat, va fer arribar als seus homes l'ordre de rendir-se, ja que no podia acostar-se a la seva posició per ajudar-los. O'Malley va obeir i va lliurar Four Courts a Paddy Daly, de la Guàrdia de Dublín de l'Estat Lliure.

### L'explosió a Four Courts
L'Oficina Pública d'Arxius d'Irlanda situa a l'edifici oest de Four Courts, utilitzat com a magatzem de munició pels militants de l'IRA, el centre d'una gran explosió que va destruir mil anys d'arxius religiosos i estatals d'Irlanda.
Rory O'Connor, de l'IRA, explicava els últims moments així: 
«9 am, 28 de juny, 1922. Aquest matí a les 3.40 hem rebut una nota signada per Tom Ennis demanant-nos que ens rendíssim en nom del "govern"; teníem temps fins a les quatre de la tarda, moment en què atacarien. Han obert foc a les 16.07 en nom del seu govern, amb rifles, metralladores i peces d'artilleria. Els nostres han combatut amb coratge, i lluitaran per la República fins al final. Durant quant de temps els nostres antics camarades es deixaran enganyar i atacaran els companys que defensen una Irlanda que camini tota sola? Fins ara tres baixes, totes per ferides lleus. El pare Albert i el pare Dominic són aquí amb nosaltres. El nostre afecte per tots els camarades i els valents d'aquí fora, especialment els de la Brigada de Dublín. Signat: Rory O'Connor, general de divisió, IRA, Four Courts».
I Timothy Michael Healy, polític proper al govern de l'Estat Lliure, en donava aquesta versió, segons la qual l'explosió es va produir hores després de la rendició de les tropes de l'IRA:
«Va ser l'obertura d'una simfonia ben poc gloriosa. Després d'una feble resistència, en Rory va hissar la bandera blanca; encara no havia perdut cap home. Abans de rendir-se van preparar una colla de mines plenes d'explosius perquè esclatessin al cap de dues hores. Abans d'aquell moment Four Courts havia rebut petits danys, i l'oficina dels arxius, amb les seves precioses col·leccions històriques, estava intacta. Les mines van esclatar quan ell i els seus valents ja estaven segurs a la presó. Van destrossar l'estructura de l'edifici i van destruir l'oficina dels arxius. Vint soldats de l'Estat Lliure van quedar mutilats, molts per tota la vida, i de moment aquesta traïdora violació de les regles de la guerra ha quedat impune.
»El 4 de juliol del 1922, la cúpula de l'exèrcit nacional va deplorar aquesta conducta tan impròpia de soldats: "Hi havia altres trampes amb la intenció de fer una massacre entre les nostres tropes després de l'ocupació de l'edifici, però aquesta va ser l'única que va funcionar. Una d'aquestes trampes era una mina amagada dins la funda d'una màquina d'escriure".
»En una carta datada el 30 de juny, adreçada a "O/C 5", Oscar Trainor, líder de les tropes irregulars, escrivia: "Felicitats per la bomba. Si en teniu més com aquesta, feu-m'ho saber"».
Calton Younger (1968) va sentir tres explosions: «Dues sota l'oficina dels arxius a un quart de tres del migdia i una a la part de darrere de l'edifici vora les cinc de la tarda». Abans de la tercera explosió, a dos quarts de quatre ja s'havia hissat la bandera blanca. Ernie O'Malley, oficial de l'IRA contrari al tractat i que va ser empresonat breument després dels fets, va lamentar que la trampa hagués provocat tan poques baixes.
En aquest moment inicial de la guerra les tropes dels dos bàndols sentien una certa simpatia pels soldats adversaris, ja que tots havien lluitat a les files de l'Exèrcit Republicà Irlandès durant la guerra de la independència. Recorrent a l'amistat que tenien amb els soldats de l'Estat Lliure, molts líders de les tropes que havien ocupat Four Courts, i d'una manera especialment destacada Seán Lemass, es van poder escapar per continuar lluitant en altres fronts.

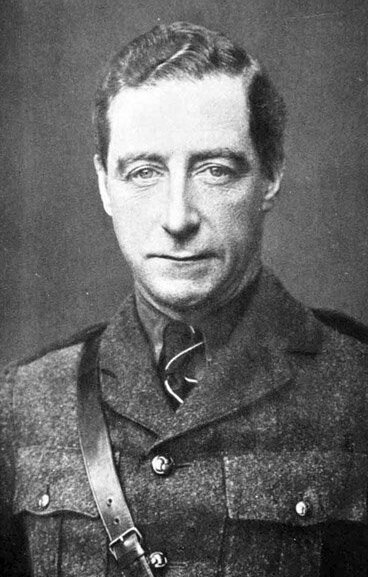
Cathal Brugha, líder de l'IRA contrari al tractat mort durant els enfrontaments a O'Connell Street.

## La lluita a O'Connell Street
Tot i que les forces de l'Estat Lliure van aconseguir desallotjar Four Courts, els enfrontaments pels carrers de Dublín van continuar fins al 5 de juliol. El 29 de juny, diverses unitats de la Brigada de Dublín de l'IRA contràries al tractat, dirigides per Oscar Traynor, van ocupar O'Connell Street, el principal carrer de Dublín, per mirar de distreure l'atenció de l'Estat Lliure sobre l'atac de Four Courts. Però no totes les unitats de l'IRA de la capital estaven preparades per lluitar contra el nou govern irlandès, i només disposaven d'uns cinc-cents homes en tota la ciutat. Els republicans es van fer forts en una colla d'edificis de l'extrem nord-est d'O'Connell Street; l'única posició que tenien a la banda oest del carrer, a la seu de l'associació cristiana juvenil YMCA, va caure quan les tropes de l'Estat Lliure van excavar un túnel que passava per sota de l'edifici i hi van fer esclatar una bomba. Els homes de Traynor, per la seva banda, van aguantar fins que l'artilleria, protegida per cotxes blindats, va poder avançar i disparar pràcticament a boca de canó. Oscar Traynor i la majoria dels seus homes es van poder escapar quan als edificis que ocupaven s'hi va calar foc. Entre les baixes que van deixar enrere hi havia la del líder republicà Cathal Brugha, que va mantenir la seva posició a l'hotel Hamman després que Traynor i la majoria dels homes de l'IRA fugissin. Brugha rebre un tret al maluc quan sortia de l'edifici en flames per plantar cara tot sol a les tropes de l'Estat Lliure i va morir dessagnat al cap de poc.
A banda dels enfrontaments a O'Connell Street, hi va haver altres escaramusses esporàdiques entre tropes de l'Estat Lliure i petits grups de l'IRA.
Cathal Brugha va ser l'última baixa de la batalla de Dublín, que va tenir un cost de seixanta-cinc morts dels dos bàndols i d'uns dos-cents vuitanta ferits; a més, les tropes de l'Estat Lliure van fer uns quatre-cents presoners. Les baixes civils van ser vora dues-centes cinquanta, un nombre molt elevat, resultat sens dubte de la utilització d'armes pesants, especialment artilleria, en una àrea urbana densament poblada.

## Després de la batalla
Després dels enfrontaments, la capital irlandesa va quedar sota el control inqüestionable del govern de l'Estat Lliure i les forces contràries al tractat es van dispersar per la rodalia. Diverses batudes en les setmanes següents a la batalla van permetre capturar més combatents republicans; en una d'aquestes batudes va caure Harry Boland, activista de l'IRA contrari al tractat que va morir el 31 de juliol en un enfrontament a Skerries, una petita ciutat al nord de Dublín.
Oscar Traynor, Ernie O'Malley i la resta de líders de l'IRA que es van escapar dels enfrontaments de Dublín es van reagrupar a Blessington, uns trenta quilòmetres al sud-oest de la ciutat. Allí hi havia militants de l'IRA del comtat de Tipperary que havien arribat massa tard per participar en la batalla de Dublín. En lloc de dirigir-se a Dublín, doncs, van anar cap al sud i van ocupar unes quantes ciutats, entre les quals Enniscorthy i Carlow, però les van haver d'abandonar de seguida en haver d'encarar-se a tropes de l'Estat Lliure molt superiors. La majoria de republicans es van retirar més al sud, a l'autoproclamada República de Munster, que incloïa tot el territori al sud-oest d'una línia que unia Limerick i Waterford. La República de Munster va caure en una ofensiva de l'Estat Lliure durant els mesos de juliol i agost del 1922.
Quatre dels líders republicans capturats a Four Courts (Rory O'Connor, Liam Mellows, Joe McKelvey i Richard Barrett) van ser executats com a represàlia per l'assassinat del membre del Parlament Seán Hales. Més endavant, el carrer on va morir Cathal Brugha va rebre el seu nom en record de la seva figura.